# Teratothyadidae
Teratothyadidae (лат.) — семейство тромбидиформных водяных клещей из надсемейства Hydryphantoidea (Parasitengona, Prostigmata).

## Описание
Микроскопического размера клещи (около 1 мм). Дорсум и вентер с рядом тесно прилегающих сетчатых пластинок; ацетабулы от трёх пар до многочисленных, по крайней мере, несколько ацетабул в мембранозном поле гонопоры. Гнатосома с дорсодистальным голенным «когтем», выходящим далеко за пределы основания тарзуса; голени длиннее genua. Хелицеры 2-сегментные.
Роды Teratothyas и Teratothyasides известны из ручьёв Африки и Суматры.

## Систематика
Включает 2 рода и около 10 видов.
В каждом роде выделяют по два или три подрода илиих синонима (Teratothyas: Teratothyas и Ascoteratothyas; Teratothyasides: Teratothyasides, Hansvietsia, Rhynchohansvietsia).
- Teratothyas Viets, 1929[7] (=Teratothyopsis Motas & Tanasachi, 1957)
  - Teratothyas aucta Gerecke, 2020[5]
  - Teratothyas digitata Gerecke, 2020
  - Teratothyas levigata Gerecke, 2020
  - Teratothyas planipapillata Gerecke, 2020[5]
  - Teratothyas porrigens Gerecke, 2020
  - Teratothyas proceripapillata Gerecke, 2020[5]
  - Teratothyas reducta Gerecke, 2020
  - Teratothyas reticulata Wieis, 1929[7]
- Teratothyasides Lundblad, 1941[8] (=Hansvietsia Viets, 1951, = Rhynchohansvietsia Viets & Böttger, 1974)
  - Teratothyasides clathratus Lundblad
  - Teratothyasides congoensis K.O. Viets & Böttger, 1974[9]
  - Teratothyasides heptaplax Gerecke, 2020[5]
  - Teratothyasides ravenala Gerecke, 2020
  - Teratothyasides reticulatus (Schoonbee, 1959) (Южная Африка; = Hansvietsia reticulatus)[10]
  - Teratothyasides scutulatus Smit & Pešić, 2009[11]
  - Teratothyasides sagariphorus Cook, 1966[12]
  - Teratothyasides sempiternus (Schoonbee, 1959) (Южная Африка; = Hansvietsia sempiterna)[10]
  - Teratothyasides undulatus Cook, 1966[12]
  - Teratothyasides vanilla Gerecke, 2020[5]

## Распространение
Афротропика, Коморские острова, Мадагаскар, Суматра.